# U.S. Route 92
U.S Route 92 (också kallad  U.S. Highway 92 eller med förkortningen  US 92) är en amerikansk landsväg. Den går från St. Petersburg i väster till Daytona Beach i öster.